# Can Diví (l'Ametlla del Vallès)
Can Diví és una masia de l'Ametlla del Vallès.

## Història i discripció
Documentada el 1307 amb el nom de Mas Canal, posteriorment Can Daví i Canal, al segle xix Can Diví del Sot i, actualment, Can Diví. Està situada al sud del terme municipal, a la plana vallesana entre Can Camp, Can Draper i Can Plantada. És a la marge dreta del torrent de Can Reixac.
L'aspecte actual ajunta dos cossos: l'antiga masia i una ampliació de finals del segle xix, quan es va construir una casa senyorial d'estiueig amb la torre per a vigilar els treballadors de la propietat. Està envoltada d'una urbanització del mateix nom, construïda als 1980 i actualment integrada a la trama urbana de l'Ametlla del Vallès.